# Offboard-Navigation
Die Offboard-Navigation ermöglicht die Nutzung eines Mobiltelefons als Navigationssystem, wobei die Routendaten und das Kartenmaterial nicht auf dem Gerät gespeichert sind. Mithilfe einer speziellen Navigationssoftware kontaktiert der Nutzer via UMTS oder GPRS einen externen Server und lädt von dort die gewünschten Routeninformationen und Karten herunter. In der Umgangssprache wird die Offboard-Navigation auch "Handy-Navigation" genannt.
Der Unterschied der Offboard-Navigation zur Onboard-Navigation: Im Falle der Onboard-Navigation sind die Routendaten und Karten zusammen mit einer Navigationssoftware im mobilen Gerät gespeichert. Dafür ist viel Speicherplatz notwendig, deshalb eignen sich für die Onboard-Navigation nur Geräte mit stärkerem Prozessor und mehr Speicherplatz, wie PDAs und Smartphones. Für die Offboard-Navigation eignen sich hingegen mittlerweile viele gängige Mobiltelefone mit Java-Betriebssystem (J2ME). Voraussetzung für Offboard-Navigation ist, dass das Mobiltelefon über UMTS oder GPRS eine Verbindung mit dem Internet aufbauen kann. Beide Varianten benötigen GPS-Empfang. Es muss also über einen integrierten oder über einen extern verbundenen GPS-Empfänger (GPS-Maus) verfügen. Wird ein externer GPS-Empfänger benutzt, werden die beiden Geräte inzwischen üblicherweise via Bluetooth miteinander gekoppelt.

## Anfänge
Die ersten Programme zur Offboard-Navigation waren im Jahr 2005 im deutschsprachigen Raum verfügbar. Dazu zählten die Programme Activepilot von Jentro für Handys mit Java-Betriebssystem und die Programme 3Soft-Navigation, T-Navigate und Wayfinder für Nokia Series 60-Geräte (S60). Die ersten Offboard-Navigationsprogramme waren kostenpflichtig herunterzuladen.

## Marktentwicklung 2005 bis 2010
Die ersten Offboard-Navigationsprogramme waren im Vergleich zu derzeitigen Entwicklungen eingeschränkt einsetzbar: Wayfinder und T-Navigate von T-Mobile waren zum Beispiel nur auf bestimmten Smartphones nutzbar. 3Soft war hingegen nur in Verbindung mit einer Freisprecheinrichtung der Firma Cullmann zu beziehen, die es zunächst auch nur für drei Nokia-Mobiltelefone gab. Außerdem musste beim Kauf des Programms von 3Soft eine Jahres-Flatrate zur Routenberechnung gezahlt werden. Das Programm Activepilot war über verschiedene Mobilfunkanbieter zu beziehen. T-Navigate war und ist nur für T-Mobile-Kunden erhältlich und wird entweder pro Route oder im Abonnement berechnet. Im Jahr 2007 senkte der erste Mobilfunkanbieter (E-Plus) seine Datenübertragungskosten auf 24 Cent pro Megabyte für die Marken Simyo und Aldi-Talk. Bei diesen Anbietern fallen seitdem beispielsweise für die Strecke von München nach Nürnberg (165 km) nur noch zwei Cent Übertragungskosten an (25 Kilobyte, bei einer Taktung von zehn Kilobyte). Bei T-Mobile ist die Datenübertragung inzwischen im eigenen Netz inklusive.
In den letzten Jahren verstärkte sich die Nutzung der Handy-Navigation deutlich. Als im vierten Quartal 2005 das erste UMTS-Mobiltelefon Siemens SXG75 mit integriertem GPS-Empfänger auf den deutschen Markt kam, wurde die Navigation interessanter. 2006 wurde die kostenlose Navigationssoftware Nav4all in Deutschland entdeckt, 2010 wieder eingestellt. Im Jahr 2007 sind viele weitere Offboard-Navigationsprogramme auf den deutschen Markt gekommen, darunter Amaze, Mobile Navigator von Navigon, Skobbler, Map24 Mobile von Navteq und Ö-Navi von DasÖrtliche. DasÖrtliche hatte Ö-NAVI kostenlos angeboten. Der Dienst wurde zum 31. Juli 2010 eingestellt. Der Service war werbefinanziert, Testberichten zufolge lenken die Werbeeinblendungen jedoch nicht von der Navigation ab. Mobile Navigator ist ein kostenpflichtiges Produkt. Bei Nokia Maps muss eine Lizenz für die Navigation in einer bestimmten Kategorie erworben werden. Kategorie A entspricht zum Beispiel Europa, Türkei, Osteuropa, Kanada, Hongkong & Macau. Die Navigation-Software Nokia Maps ist ausschließlich mit Nokia-Mobiltelefonen kompatibel. Die anderen genannten Services sind kostenlos und für die meisten Handymodelle mit Java-Betriebssystem (J2ME) verfügbar.
Aus Nokia Maps wurde 2009 wurde Nokia Maps, welche seit Feb 2010 kostenlos für Fußgänger und alle Handys ab Symbian S60 5th Edition Betriebssystem als Download von Nokia selbst erhältlich ist. Standardmäßig wird sie seit der Nokia XPress5xxx Reihe für Fußgänger europaweit vorinstalliert. Ein Teil der Handys erscheint in einer speziellen "Navi-Edition", welche die weltweite Navigation (zu Fuß & Auto, sprachgeführt in 2D/3D – z. B. X6-16GB Navigation Edition) ermöglicht.
Bei den meisten kostenlosen Navigations-Programmen kann die Darstellung wahlweise als zweidimensionale Karte, Pfeil oder 3D eingestellt werden. Skobbler bietet dagegen eine zweidimensionale Karte und Pfeile, aber keine 3D-Ansicht. Nav4all verfügt ausschließlich über eine Pfeildarstellung. Ö-Navi basierte auf der gleichen Plattform wie die von Jentro entwickelte Software Activepilot, die inzwischen von Falk vertrieben wird. Bei Ö-Navi war außerdem das Telefonbuch von DasÖrtliche integriert, ein darin enthaltener Eintrag konnte auch per Rückwärtssuche über die Telefonnummer als Zieladresse ausgewählt werden. Mit der im September 2008 auf der IFA vorgestellten Version Ö-Navi 2 Beta konnte der Nutzer gratis über 500.000 Gewerbetreibende mobil anrufen. Außerdem war eine automatische Notfallortung im Programm integriert und es gab eine Kartendarstellung auf Vektor-Basis, mit der die Menge der zu ladenden Daten und somit auch die Ladezeit reduziert wurde.
Neben Navigationssoftware gibt es auch Routenplaner als Offboard-Lösung. Der Unterschied zur herkömmlichen Routenplanung im Internet ist die Möglichkeit der Standortübermittlung des Nutzers. Google Maps bietet mit der Software Google Maps Mobile einen solchen mobilen Routenplaner an. Die Standortbestimmung funktioniert dabei auch ohne mit dem Telefon verbundenen GPS-Empfänger mithilfe von GSM-Funkzellen-Daten. Die Methode ist allerdings nicht so genau wie die Ermittlung über GPS. Die Abweichung vom tatsächlichen Standort betrage rund 1000 Meter, in ländlichen Gegenden wegen der größeren Durchmesser der Mobilfunkzellen aber einen bis zu zehn Kilometern.

## Vor- und Nachteile der Offboard-Navigation
Vorteile der Offboard-Navigation gegenüber Onboard-Navigationslösungen bestehen in geringeren technischen Voraussetzungen und der Aktualität des Kartenmaterials. Für die Offboard-Navigation benötigt man im Regelfall ein UMTS- bzw. GPRS-fähiges Mobiltelefon mit GPS-Empfänger und erhält bei jeder Routenberechnung das auf dem Server aktuell verfügbare Kartenmaterial. Für die Onboard-Navigation benötigt man einen PDA beziehungsweise ein Smartphone mit deutlich mehr Speicherplatz. Für Europa-Karten werden zum Beispiel ca. vier Gigabyte Speicherplatz benötigt. Das Gerät muss also über einen großen internen Speicher oder eine externe Speicherkarte verfügen.
Bei der Offboard-Lösung fallen je nach Mobilfunktarif Kosten für die Datenübertragung via UMTS beziehungsweise GPRS an, wenn das Handy zur Aktualisierung der Routeninformationen Daten vom Server abruft. Nutzer, die keine Datenflatrate haben, müssen bei dieser Lösung auf einen günstigen Tarif für die Datenübertragung achten. Mit einer Navigationssoftware, die Vektorgrafik als Darstellungstyp anbietet, können Daten gespart werden.
Weitere Kosten können gespart werden, indem man sich für eine kostenlose Offboard-Navigationslösung entscheidet. Durch ihre Portabilität und ihre On-Demand Funktionsweise eignen sich Offboard-Navigationslösungen am besten für den gelegentlichen, spontanen Gebrauch.

## Zukunftsperspektiven
Laut einer Studie des Bundesverbands Informationswirtschaft Telekommunikation und neue Medien Studien e.V. (BITKOM) wird der Umsatz mit mobilen Datendiensten, ohne SMS und MMS, bis 2012 um mehr als 60 Prozent wachsen. Es wird erwartet, dass mehr und mehr Mobiltelefone in naher Zukunft über einen Zugang zum Breitband-Internet verfügen. So stieg im Jahr 2008 die Zahl der UMTS Nutzer in Deutschland von 10,4 auf 15,9 Millionen. Für 2009 wird erneut ein 40%iger Anstieg auf 22,7 Millionen erwartet. Es ist also damit zu rechnen, dass sich die durchschnittliche Ladezeit für Routenberechnung in naher Zukunft weiter verkürzt. Die genannte Studie geht davon aus, dass ein großer Teil der mobilen Dienste zukünftig über Werbung finanziert wird. Die Datenübertragung wird in Zukunft voraussichtlich weniger kosten als bisher, da Mobilfunkanbieter immer günstigere Daten-Flatrates fürs Handy anbieten.